# گاومیش‌ماهی دهان‌کوچک
گاومیش‌ماهی دهان‌کوچک (نام علمی: Ictiobus bubalus) نام یک گونه از سرده گاومیش‌ماهی است.